# Резня в Фокее

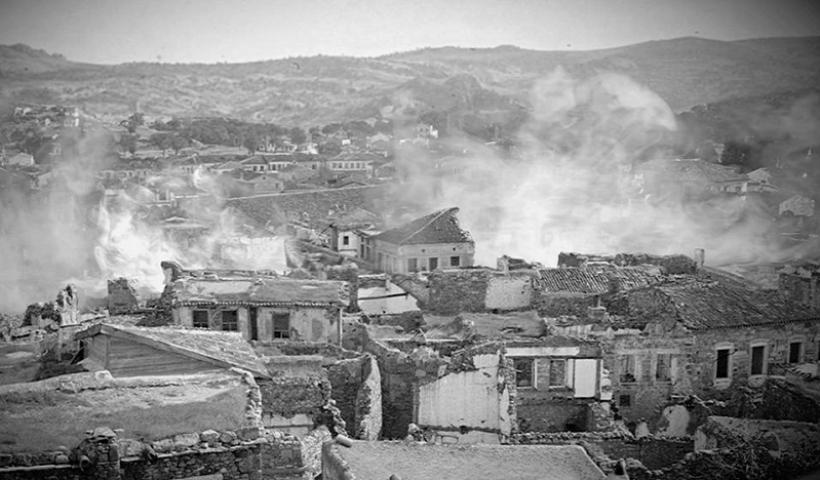
Фокея в огне. Снимок Феликса Сартьо

Резня в Фокее (греч. Η Σφαγή της Φώκαιας) произошла в начале июня 1914 года, в рамках политики этнических чисток Османской империи этого периода.
Резня была совершена иррегулярными турецкими бандами против коренного греческого населения древнего города Фокея (нынешнего турецкого Фоча), на восточном побережье Эгейского моря.
Резня была частью более широкой кампании геноцида греков, развязанной младотурецкими османскими властями и включавшей в себя запугивание, насильственную депортацию и массовые убийства.
Резня в Фокее была одной из первых атак этой кампании. Согласно некоторым источникам число убитых в результате резни колеблется от 50 до 100 человек. Однако этих смертей, вместе с грабежами и разрушением города, стало вполне достаточно для того, чтобы всё греческое население округа бежало (6200 беженцев из самого города и 19 000 всего в результате этих событий).

## Предыстория
В 1914 году, Османская империя только что вышла из катастрофических для неё Балканских войн, после которых она была вынуждена уступить бо́льшую часть своих европейских территорий, кроме Восточной Фракии, странам православного Балканского союза.
Несколько десятков тысяч балканских мусульман прибыли в Малую Азию в качестве беженцев.
В то же время сохранялось напряжение с Греческим королевством, которое после побед своего флота над османским, освободило и де-факто контролировало греческие острова северо-восточной части Эгейского моря.
Крит и острова Тасос, Псара и Икария были закреплены за Грецией ещё Лондонским мирным договором 1913 года. Статус остальных островов должен был быть подтверждён Великими державами. Османская империя сохраняла свой интерес к этим островам, в особенности к островам Хиос и Лесбос. Греция, из экономических соображений, желала демобилизовать свою армию.
Во избежание новой войны обе стороны подписали 1/13 ноября 1913 года окончательное мирное соглашение, в котором эти острова не упоминались, оставляя их де факто под греческим контролем и ожидая разрешения их международного статуса.:271.
В феврале 1914 года, Великие державы, огласились с тем, что Греция удержит большинство из них, с чем никак не могло смириться османское правительство.
Учитывая то, что в Балканские войны греческий флот запер османский флот в Дарданеллах и пытаясь преодолеть качественное превосходство греческого флота, османское правительство начало гонку военно-морских вооружений
Османская империя даже успела заказать в Англии готовый к передаче в течение нескольких недель самый большой, на тот момент, дредноут в мире, водоизмещением, в 33 тысяч тонн:284.
Одновременно, приглашённый в 1913 году в качестве реформатора турецкой армии, немецкий генерал Лиман фон Сандерс, в преддверии Первой мировой войны, советовал туркам приступить к гонениям греческого населения на малоазийском побережье Эгейского моря:119.
Греческое население Османской империи насчитывало тогда 2,5 млн человек:118:A-120.
Гонения греческого населения началось с эгейского побережья и тысячи беженцев хлынули на греческие острова Самос, Хиос и Лесбос:119:120.
Д Фотиадис пишет, что приказ к резне и изгнанию греческого населения с западного побережья Малой Азии дал непосредственно сам Талаат:120.
20 мая 1914 года турецкий посол в Афинах, от имени своего правительства, предложил обменять греческое население вилайета Смирны на мусульманское население Македонии. Чтобы разрядить обстановку греческий премьер-министр Э. Венизелос согласился обсудить вопрос. Но гонения не прекращались и Константинопольский патриарх объявил, что Православие на территории Османской империи преследуется и, в знак протеста, закрыл все церкви:119.
11 июня Венизелос выступил в парламенте с угрозами в адрес Турции, если гонения продолжатся. Одновременно, греческий генштаб стал готовить внезапную высадку в Дарданеллах, силами одного армейского корпуса и при поддержке флота:119.
В этой атмосфере греческое население Османской империи стало мишенью младотурецкого османского правительства, начиная с кампании прессы против него, ограничений автономии его учебных заведений, призыва на воинскую службу в рабочие батальоны, а также различные финансовые меры, включая бойкот предприятий принадлежащих грекам
Руководство младотурков начало реализацию политики этнических чисток весной 1914 года.
Греческие общины эгейского побережья Малой Азии и Восточной Фракии начали подвергаться атакам иррегулярных банд и резне
Некоторые общины получили возможность избежать смерти, перейдя в ислам В вилайете Айдына, на эгейском побережье Малой Азии, в рамках этой кампании, действовали около 8000—10 000 вооружённых башибузуков.
По сообщениям представленным консулом Дании из близлежащей Смирна, Alfred Van de Zee, эти банды финансировались и были в ведении турецкого государства

## Резня и разрушение Фокеи
В начале июня 1914 года, турецкие иррегулярные банды совершали налёты на сёла к югу от города Менёмен, вынуждая греческое население к бегству.
К 11 июня греческие беженцы из прилегающих регионов собрались в близлежащей прибрежный город Фокея, севернее Смирны
На тот момент население самой Фокеи, населённой преимущественно коренными греками, насчитывало 8000 греков и 400 турок:54.
Кроме этого, в Новой Фокее, построенной в XIII веке в 9 км к северу от старого города, проживали 9 тысяч греков и 3 тысячи турок. Но и тамошние турки говорили по гречески. Молодые жители города в основном были моряками и в своём большинстве в момент атаки их не было в городе.
12 июня, иррегулярные банды предприняли свои атаки непосредственно на саму Фокею. Атака началась ночью с трёх различных сторон и была хорошо организована Вооружённые группы врывались в дома и расстреливали их жителей, независимо от возраста и пола
Жилища и магазины, покинутые бежавшими в панике жителями, были систематически ограблены
Разграбленное имущество было настолько большим, что даже иррегулярные банды, которые не принимали участие в резне и разрушении города, приняли участие в его дележе.
Французский археолог Manciet свидетельствует, что кроме лошадей и ослов участников резни и грабежа, он насчитал около 100 верблюдов гружённых награбленным.
Историк Мария Вейноглу пишет, что, при абсолютном попустительстве турецких властей, смирненские евреи и критские мусульмане продавали в течение многих дней в Смирне награбленное в Фокее имущество.Выжившее гражданское население бежало к гавани, пытаясь спастись морем. По причине всеобщего хаоса, многие люди, пытаясь спастись, утонули в море после опрокидывания лодок.
Два парохода оказавшихся на рейде города погрузили беженцев по ватерлинию и вывезли их в Салоники (около 3 тысяч во главе с митрополитом:120) и Пирей (2 тысячи).
Французский предприниматель и резидент Смирны, Гифре, получив от французских археологов находившихся в Фокее сообщение о начале резни, срочно выслал 2 буксира под французским флагом.
Экипажи буксиров обнаружили скопление людей на мысе, где был построен маяк, переправили около 700 выживших на близлежащий греческий остров Лесбос.
Власти этого греческого острова спасли ещё 5000—6000 жителей, послав плавсредства для их переправы на Лесбос

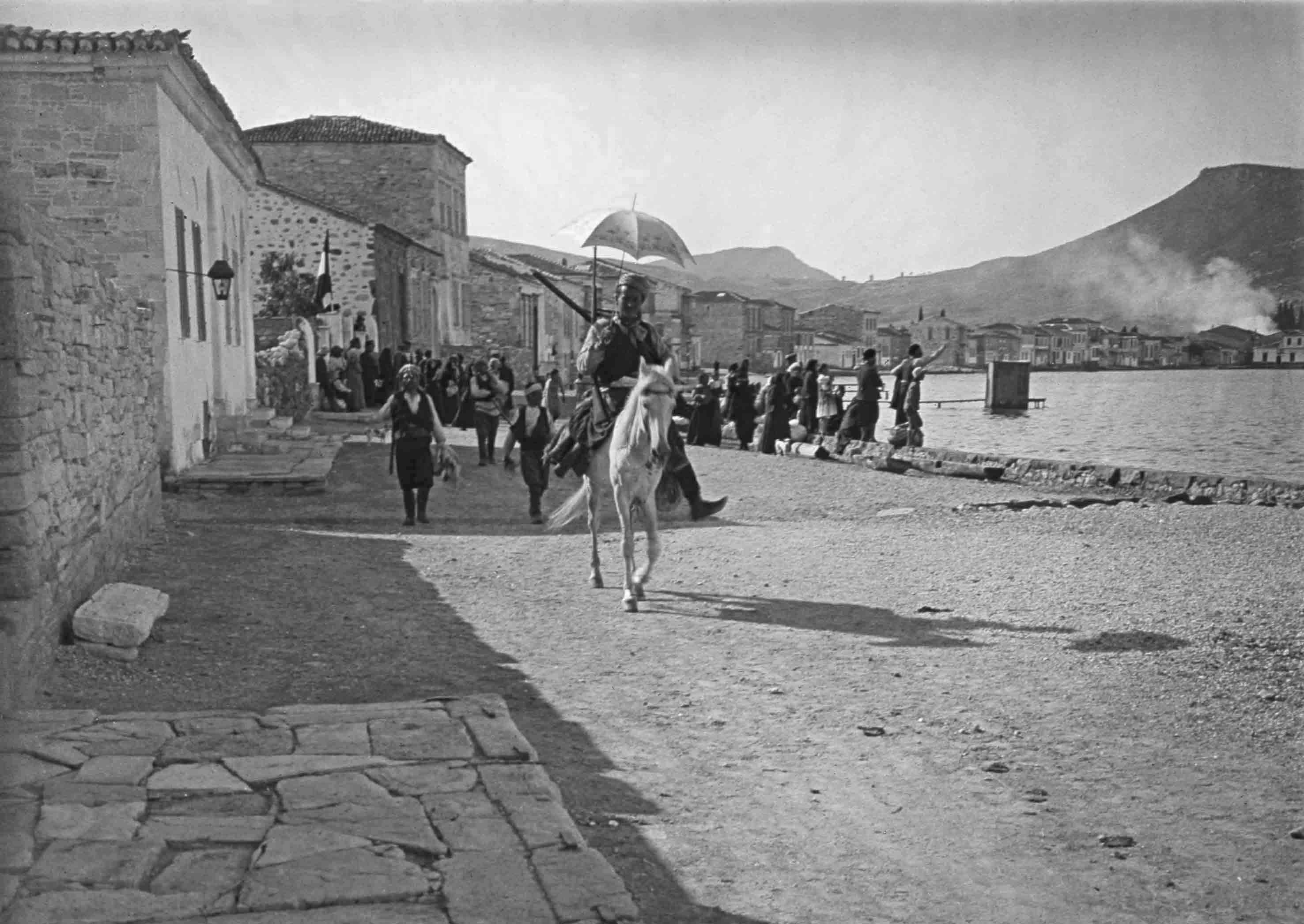
Турецкие иррегулярные банды демонстрируют свою добычу, в то время как Фокея горит. Снимок сделан французским археологом Феликсом Сартьо

25 июня, консул Дании в Смирне, Alfred Van de Zee, цитировал очевидца разрушения:
Через четверть часа после начала нападения все лодки были полны людей пытавшихся бежать и когда у жителей не оставалось больше лодок, они укрылись на маленьком полуострове, на котором стоит маяк. Я видел одиннадцать тел мужчин и женщин, лежащих мёртвыми на берегу. Сколько было убито я не могу сказать, но пытаясь войти в дом, в котором дверь была приоткрыта, я увидел 2 других трупа лежащих в прихожей. Все магазины были разграблены и товары которые не могли быть унесены, были уничтожены бессмысленно.
Представители европейских консульств в Смирне посетили Фокею через 2 дня после резни. Британский вице-консул, И. Илиопулос, утверждает, что кто-то из турецких лавочников вывесил перед своей лавкой куски человеческого мяса с жуткой табличкой «Гяур этиси» (мясо неверных).
Через несколько месяцев началась Первая мировая война и последующие события оставили резню в Фокее в тени. В силу этого, а также по причине того что беженцы были разбросаны в разных регионах Греции, по сегодняшний день нет достоверных данных о числе жертв среди населения города и находившихся там беженцев из других регионов.

## Спасительная роль археологов и их свидетельства
Греки из Фокеи основали Массалию (600 год до н. э.), нынешний Марсель, и другие колонии на юге сегодняшней Франции.
Джордж Хортон, американский консул в Смирне, в своей книге «Бич Азии», именует Фокею «Матерью Марселя»:54.
Это объясняет повышенный интерес французской археологии к Фокее. Французский археолог и инженер Феликса Сартьо (Félix Sartiaux; 1876—1944), родом из Марселя, был первым, кто организовал раскопки в древней Фокее. Он работал здесь 2 года (1913—1914).
Сартьо был свидетелем событий мая-июня 1914 года и инициатором спасения сотен жителей города под французским флагом.
Свидетельства Сартьо подтверждают рассказы жителей и описание Хортона, о роли французских археологов в спасении жителей Фокеи:55.
Члены французской археологической миссии, под руководством Феликса Сартьо, приняли решительные меры, чтобы помочь греческому населению и сумели спасти сотни из них
До начала событий, все 4 французских археолога (Феликс Сартьо, Charles Manciet, Carlier и Dandria) жили в одном доме. С прибытием в город тысяч греческих беженцев из ближних и более отдалённых регионов и появлением на высотах окружающих город турецких банд, французы сняли ещё 3 дома. В городе постоянно находился турецкий жандармский гарнизон в 30 человек. Французы потребовали у начальника гарнизона защиту и к каждому из них был приставлен один жандарм. Археологи срочно изготовили французские флаги и вывесили их у 4 снятых ими домов:54.
С началом резни, они предоставляли убежище, в меру возможного, в то время как иррегулярные банды продолжали совершать свои злодеяния. Согласно свидетельству Charles Manciet, на следующий день после резни, турецкие власти послали регулярные войска якобы для наведения порядка, но эти войска также принимали участие в разрушении города.
Сартьо свидетельствует, что грабежи и убийства производились хладнокровно, без ненависти и методично. Возглавляли резню 2 местных руководителя комитета Единение и прогресс, которые знали город.
Он пишет, что его друг, П. Панайотакос, голыми руками пытался остановить вламывавшихся в его дом «чалмоносцев» турок и был убит многочисленными выстрелами. Его сестра бросилась в море и попыталась уплыть, но была утоплена на мелководье. Дочь спаслась, сумев добраться до одного из «французских домов».
Сартьо пишет, что паника обуяла население в такой степени, что женщина утонула с ребёнком на мелководье глубиной в 1 метр.
Он пишет что население ринулось к гавани, но почти все плавсредства исчезли с вечера.
Сартьо отмечает, что если в прибрежном квартале, где был его дом преобладали особняки, которые позволяли жителям ускользнуть от убийц, он не может представить себе что творилось на узких внутренних улочках, где жило большинство населения.
Он узнал среди нападавших крестьян из соседних сёл. Некоторые даже здоровались с ним и оправдывались: «Мы получили приказы, и исполняем, просто воздаём правосудие»…
Все они были хорошо вооружены армейскими винтовками Мартини-Маузер и короткоствольными кавалерийскими винтовками. Никто из 30 жандарм, кроме 4 приставленных к французам, не пытался остановить убийства и грабежи.
Археологи не стали информировать мать ищущую своих детей, что оба её ребёнка были убиты. Младенец, обнаруженный на улице, был передан другой кормящей женщине.
Manciet, который выполнял и роль врача, свидетельствует, что практически все раненные были старше 60 лет, многие старше 90 лет. Он отмечает, что поскольку маловероятно что 90-летние старухи оказывали сопротивление грабителям, их ранение объясняется только бессмысленной резнёй.
Сартьо пишет, что резня продолжалась 24 часа и что он не может без содрогания думать о том, что за эти часы трёхтысячелетняя жизнь метрополии Марселя потухла между складками французского флага.
Согласно Manciet, резня продолжилась до 18 июня, когда не осталось ни одного греческого жителя и Фокея превратилась в город-призрак

## После резни
События в Фокее вызвали сочувствие к жертвам резни и разрушения города в Европе, особенно во Франции.
Жители Марселя собрали сумму в 20 000 французских франков в помощь беженцам
Подобную с Фокеей деятельность турецкие иррегулярные банды развернули против многих других греческих населённых пунктов в западной Анатолии. В случае с селом Серекёй, около Менемена, где местные жители вооружились и оказали сопротивление, практически всё население было истреблено
Сартьо пишет, что подобным Фокее атакам подверглись сёла и города на всём побережье от Измита на восточном берегу Мраморного моря, до Чешме южнее Смирны.
Эти атаки против коренного греческого населения были исполнены в манере, подобной той, что в следующем году производились при Геноцида армян в восточных провинциях Османской империи.
В течение 1914 года, 154 000 человек коренного греческого населения региона потеряли свои дома.
С началом Первой мировой войны османская политика против коренного греческого населения приняла более насильственную и систематическую форму и коснулась более обширных географических областей, включая также Понт на северном побережье Малой Азии, где начался Геноцид понтийских греков.
С началом Первой мировой войны, сожжением деревень и убийствами, турки вынуждали греческое население бежать с побережья на греческие острова или вглубь Малой Азии:127.
Население 30 тысячного Айвалыка было вынуждено пройти внутрь Малой Азии 45 -дневным Маршем смерти.
В отличие от геноцида армян, где у турок не было сдерживающего фактора, турки были вынуждены учитывать, что в недавно освобождённых северных греческих территориях оставались 400 тысяч мусульман.
В силу этого, Талаат дал приоритет в истреблении греков созданию Амеле Тамбуру (рабочих батальонов), куда призывались греческие мужчины от подросткового до зрелого возраста.
Сам Талаат именовал эти батальоны «батальонами цивилизованной смерти»:129.
Д. Фотиадис пишет, что в этих батальонах погибли как минимум 300 тысяч греков:129.

## Кратковременное возвращение
2/15 мая 1919 года, по мандату Антанты, в Смирне высадились греческие войска.
6 мая 1919 года Межсоюзнический совет, в составе президента США Вильсона, премьер-министров Великобритании Ллойд Джорджа, Франции Клемансо и министра иностранных дел Италии Соннино, провёл экстренное совещание. Греческий премьер-министр Венизелос воспользовался моментом и попросил разрешения на расширение плацдарма Смирны, с тем чтобы получить возможность для отражения турецких чет и обеспечить возвращение 300 тысяч беженцев, нашедших убежище на греческих островах после резни греческого населения во время Первой мировой войны. Разрешение было дано и греческая армия, по выражению историка Я. Капсиса была готова «освободить священные земли, после 5 веков оккупации иноземцами»:44-45.
Среди освобождённых городов был и Фокея, жители которой вернулись в свой родной город. Вместе с жителями вернултся и Феликс Шартью, фотографируя радость возвращения жителей на родную землю.
Джордж Хортон пишет, что резня и разрушение Фокеи и других городов Ионии были временным разрушением цивилизации, бывшей в полном расцвете и нерывном прогрессе.
Хортон пишет, что эта цивилизация была восстановлена с приходом греческой армии, с тем чтобы погрузиться затем (1922) в полную темноту «окровавленными руками сторонников Кемаля»:56.

## Архив и фотографии Сартьо
Сразу после событий Сартьо издал книги «От новой к древней Фокее» (Sartiaux, Félix, (1914), De la Nouvelle à l’Ancienne Phocée, Paris) и «Разбой Фокеи и изгнание османских греков из Малой Азии, июнь 1914» (Sartiaux, Félix, (1914), Le sac de Phocée et l’expulsion des Grecs ottomans d’Asie Mineure, juin).
Фотографии снятые Сартьо во время разрушения города и резни, а также его архив и записи были обнаружены сравнительно недавно (в 2006 году). В 2008 году, в Париже, был издан франко-греческий альбом «Фокея 1913—1914, Свидетельства Феликса Сартьо» («Phocee 1913—1914. Le temoignage de Felix Sartiaux», εκδ. Kallimages, Παρίσι, 2008).

## Потомки

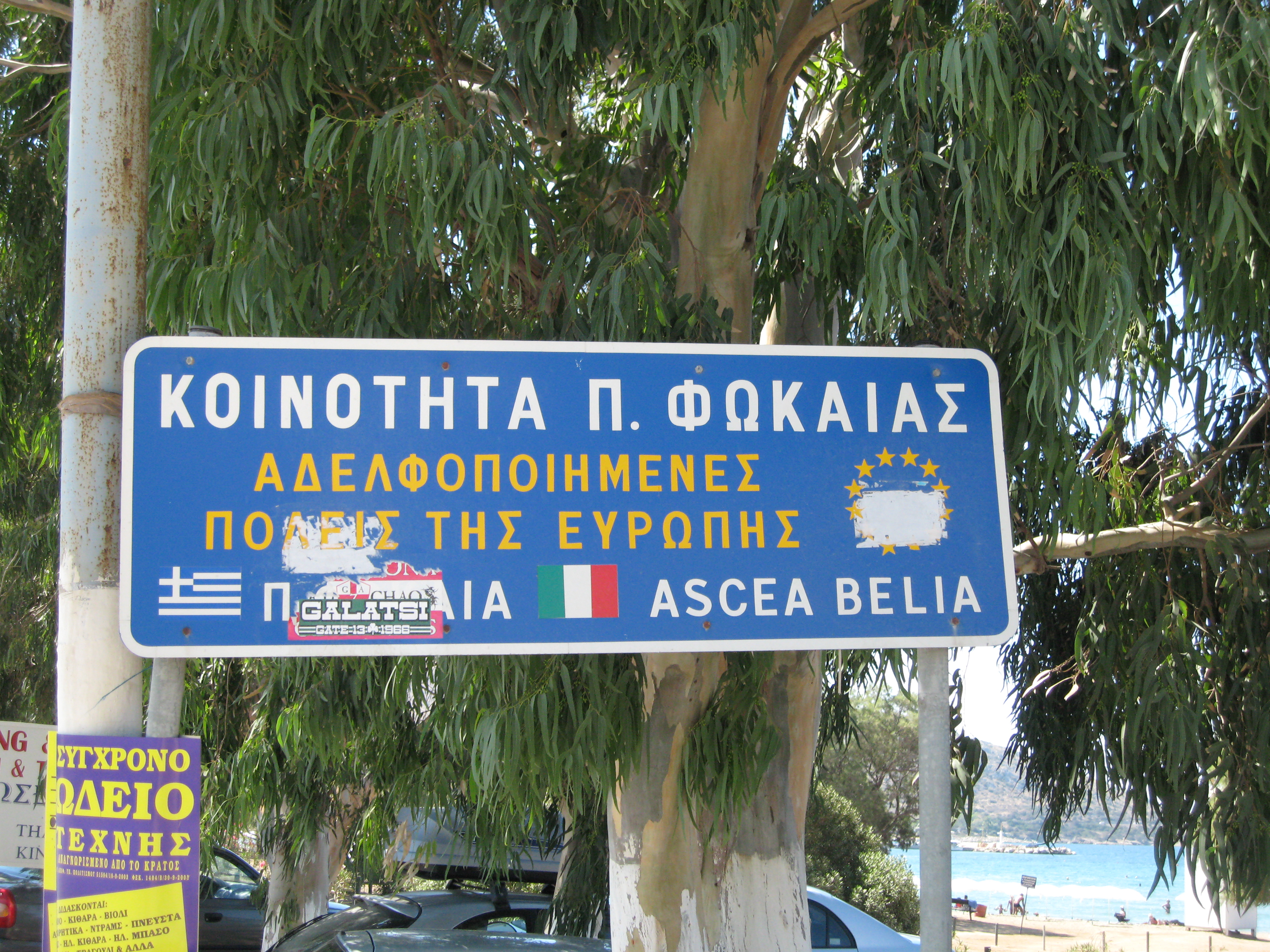
Табличка при въезде в Палеа-Фокея

Потомки выживших беженцев Фокеи 1914 и 1922 годов основали посёлки Палеа-Фокея в Аттике, недалеко от мыса Сунион, и Неа-Фокея на полуострове Халкидики, Центральная Македония.